# Idrissa Sanou
Idrissa Sanou (ur. 12 czerwca 1977) – lekkoatleta z Burkina Faso, sprinter, którego specjalizacją jest bieg na 100 metrów. Jego rekord życiowy na tym dystansie wynosi 10,14 sek. Jest dwukrotnym medalistą (srebrnym i brązowym) Mistrzostw Afryki.
Sanou trzykrotnie uczestniczył w igrzyskach olimpijskich, ale nigdy nie awansował do drugiej rundy tej imprezy. W 2000 roku był siódmy, w 2004 – ósmy, a w 2008 – szósty w eliminacjach. Na mistrzostwach świata startował pięć razy, z czego raz udało mu się dostać do ćwierćfinałów (Helsinki 2005).
Jego brat Olivier Sanou również jest lekkoatletą (trójskoczkiem i skoczkiem wzwyż) i olimpijczykiem.

## Rekordy życiowe
| Dystans       | Wynik (s) | Miejsce       | Data             |
| ------------- | --------- | ------------- | ---------------- |
| bieg na 60 m  | 6,76      | Mondeville    | 26 stycznia 2008 |
| bieg na 100 m | 10,14     | Saint-Étienne | 13 lipca 2002    |
| bieg na 200 m | 20,76     | Bamako        | 6 kwietnia 2005  |